# العدن (المخادر)

تعديل مصدري - تعديل

العدن محلة تابعة لقرية العميق، التابعة لعزلة بني سرحة بمديرية المخادر إحدى مديريات محافظة إب في الجمهورية اليمنية، بلغ تعداد سكانها 80 حسب تعداد اليمن لعام 2004.